# Кинсбург (Колорадо)
Кинсбург (енгл. Keenesburg) град је у америчкој савезној држави Колорадо.

## Демографија
По попису из 2010. године број становника је 1.127, што је 272 (31,8%) становника више него 2000. године.
| Група             | 2000.       | 2010.       |
| Белци             | 771 (90,2%) | 980 (87,0%) |
| Афроамериканци    | 2 (0,2%)    | 1 (0,1%)    |
| Азијати           | 3 (0,4%)    | 4 (0,4%)    |
| Хиспаноамериканци | 67 (7,8%)   | 118 (10,5%) |
| Укупно            | 855         | 1.127       |